# Troy Gentile
Troy Gentile (all'anagrafe Troy Francis Farshi; Boca Raton, 27 ottobre 1993) è un attore statunitense, noto per il ruolo di Mark in Hotel Bau e di Barry Goldberg nella sit-com americana della ABC The Goldbergs.
Ha inoltre recitato in Super Nacho ed in  Tenacious D e il destino del rock, dove interpreta Jack Black da ragazzo.

## Biografia
Troy è nato a Boca Raton, Florida, da Albert Farshi di origine iraniana e Debora Gentile di origine italiana, della quale ha conservato il cognome. All'età di 4 anni si trasferisce con la famiglia a Los Angeles.
Ha frequentato il college comunitario prima di essere scelto per il ruolo di Barry Goldberg.
Nel 2005 appare in un segmento del The late late show with Craig Ferguson nei panni di un giovane Craig Ferguson. In seguito apparirà in film come Bad News Bears - Che botte se incontri gli Orsi, Super Nacho, Tutte pazze per Charlie, Drillbit Taylor - Bodyguard in saldo e Hotel Bau.
Dal 2013 al 2023 ricopre il ruolo di Barry nella sit-com The Goldbergs.

## Filmografia

### Cinema
- Bad News Bears - Che botte se incontri gli Orsi (Bad News Bears), regia di Richard Linklater (2005)
- Super Nacho (Nacho Libre), regia di Jared Hess (2006)
- Tenacious D e il destino del rock (Tenacious D in The Pick of Destiny), regia di Liam Lynch (2006)
- 2 Young 4 Me - Un fidanzato per mamma (I Could Never Be Your Woman), regia di Amy Heckerling (2007)
- Tutte pazze per Charlie (Good Luck Chuck), regia di Mark Helfrich (2007)
- 9 Lives of Mara, regia di Balaji K. Kumar (2007)
- Drillbit Taylor - Bodyguard in saldo (Drillbit Taylor), regia di Steven Brill (2008)
- Hotel Bau (Hotel for Dogs), regia di Thor Freudenthal (2009)

### Televisione
- The Late Late Show with Craig Ferguson – serie TV, 1 episodio (2005)
- Zack e Cody al Grand Hotel - serie TV, 1 episodio (2006)
- Fugly – film TV, regia di Todd Holland (2007)
- Entourage – serie TV, 1 episodio (2008)
- Zip – film TV, regia di Richard Shepard (2007)
- The Goldbergs – serie TV (2013-2023)
- The Middle - serie TV, 1 episodio (2015) - non accreditato
- American Dad! - serie TV, 1 episodio (2017) - voce
- Those Who Can't - serie TV, 1 episodio (2019)
- Schooled – serie TV, 6 episodi (2019-2020)

## Doppiatori italiani
- Alessandro Mottini in Bad News Bears - Che botte se incontri gli Orsi
- Manuel Meli in Drillbit Taylor - Bodyguard in saldo
- Mirko Cannella in Hotel Bau
- Gabriele Patriarca in The Goldbergs